# La città dei morti (Perry)
La città dei morti (Resident Evil: City of the Dead), noto anche come Resident Evil 3. La città dei morti, è un romanzo di fantascienza e horror scritto nel 1999 da S. D. Perry, quale adattamento del secondo capitolo della serie videoludica di Resident Evil, nonché prosieguo dell'omonima serie incominciata con Tyrant il distruttore. 
Questo romanzo è stato edito in Italia per la prima volta quale supplemento Urania nel dicembre 2001.

## Trama
Dopo gli eventi occorsi a Caliban Cove, Barry Burton, Chris Redfield e Jill Valentine, ex-agenti S.T.A.R.S. ora rinnegati, decidono di partire per l'Austria, in Europa, al fine di organizzare un attacco mirato alla sede centrale dell'Umbrella Corporation.
Pochi giorni dopo la loro partenza, nell'ottobre del 1998, Leon S. Kennedy, giovane agente di polizia appena uscito dall'accademia, è in viaggio per raggiungere Raccoon City e lì prendere servizio attivo come supporto alle forze dell'ordine locali, assunte in conseguenza alla dismissione degli S.T.A.R.S. dopo gli eventi di villa Spencer, per i quali sono stati severamente screditati. Lungo la strada verso la città, Leon ha un bizzarro incontro nel momento in cui quasi rischia di investire un cane molto particolare, che non riesce a vedere nella propria integrità ma che, ciò nonostante, gli appare come se fosse stato completamente scuoiato. 
Cercando di non offrire peso alla faccenda, Leon si rimette in viaggio verso la città, ma, non appena lì giunge, si ritrova a confronto con una realtà assolutamente inattesa, e indubbiamente raccapricciante.
Nel contempo in cui Leon giunge in città, lungo un'altra via anche la giovane Claire Redfield, sorella di Chris, si ritrova in moto alla propria Harley-Davidson diretta a Raccoon City. Studentessa in una vicina università, da diverse settimane non ha più notizie del fratello, ragione per la quale decide di verificare di persona il suo stato di salute.
Giunta a sua volta in città poco dopo il tramonto, Claire nota come le strade sembrino insolitamente deserte e buie, prive della consueta vitalità di qualsiasi città a quell'ora serale. Entrata in un bar, per cercare di comprendere meglio la questione, Claire si ritrova a confronto diretto con uno zombie.
In fuga dal proprio predatore, Claire incontra Leon, il quale, a sua volta, ha già avuto occasione di confronto con gli zombie che sembrano aver invaso completamente la città. I due, così, decidono di raggiungere il distretto di polizia, per cercare lì rifugio e armi, ma prima che possano averne la possibilità un incidente li divide.
Claire, giungendo alla centrale di polizia, ha un'occasione di incontro con il capo Irons, il quale, in preda al delirio, trascina con sé la giovane figlia del sindaco Harris ormai morta e prossima alla resurrezione come zombie. Psicotico e pedofilo, nonché sul libro paga della Umbrella Corporation, Harris desidera impagliare la ragazzina della quale era segretamente innamorato e, nel confronto con Claire, la scambia per un'agente dell'Umbrella inviata per ucciderlo. Claire è così costretta alla fuga ma, nel mentre di ciò, incontra una bambina di nome Sherry, a sua volta nascosta nella centrale di polizia nella volontà di sfuggire ai mostri che hanno invaso la città, creature peggiori persino rispetto agli zombie.
Nel contempo, anche Leon giunge al distretto, ma attraverso vie diverse ha occasione di incontro con l'affascinante Ada Wong, una giovane spia assunta dal Trent per raccogliere un campione di un nuovo virus dell'Umbrella Corporation, il G-Virus, che a lui si presenta come la fidanzata di uno scienziato impiegato nel vicino stabilimento dell'Umbrella Corporation, del quale non ha notizie da diverso tempo, ragione per la quale è giunta in città.
Ada, malgrado l'apparenza di una fanciulla necessitante aiuto che si impegna a dimostrare, è all'inizio estremamente fredda, controllata e calcolatrice, e dove in un primo momento pensa di servirsi di Leon qual complice inconsapevole, quando si accorge, a seguito di diverse disavventure, di cominciare a provare qualcosa per il giovane, cerca di liberarsene. Un compito assegnato ad Ada era recuperare tutte le informazioni possibili da un giornalista free-lance Ben Bertolucci. Il giornalista viene inizialmente trovato rinchiuso al sicuro dentro una cella nei sotterranei della centrale di polizia. Ben non dimostra alcuna collaborazione nei confronti dei due nuovi arrivati, in quanto preferisce rimanere rinchiuso dentro la cella ad aspettare i soccorsi. Questo vanifica il piano iniziale di Ada per il recupero delle informazioni sul G-Virus, la donna non volendo uccidere Leon e sapendo che ben non scapperà, decide di correre fuori dalla prigione sotterranea per distogliere la presenza di Leon dal giornalista. Leon, per quanto preoccupato per la sorte di Claire, nel confronto con nuovi orrendi mostri che incontrano nella centrale di polizia, decide di non abbandonare la conturbante Ada, e per questo, la segue nelle fogne, attraverso le quali, a dire della medesima, potrebbero avere una possibilità di fuga dalla città.
Claire, sopravvissuta allo scontro con un mostro da lei soprannominato Mr. X, cerca insieme a Sherry una via di fuga dalla centrale di polizia, avendo compreso come restare lì potrebbe essere estremamente pericoloso per la piccola. Ritornando sulle tracce di Irons, scopre come il capo della polizia si sia realizzato un santuario segreto per le proprie perversioni, nel quale si è rifugiato insieme al corpo della figlia del sindaco Harris. Raggiuntolo nella speranza di poter, da lì, trovare una via di fuga, Claire viene salvata da una morte certa per mano dello stesso Irons in conseguenza alla comparizione di un artiglio che intrappola Irons portandoselo dentro un tombino li da loro poco distante (forse il famigerato Mr. X), che divora il capo della polizia ignorando, casualmente, la presenza della ragazza.
Anche Claire e Sherry, dal santuario, accedono allora alle fogne, animate dalla stessa speranza propria di Leon.
Leon e Ada, superate molte insidie celate nelle fogne, riescono a raggiungere i sotterranei dell'industria dell'Umbrella Corporation, dove il giovane poliziotto ha finalmente occasione di aprire gli occhi su molte verità relative agli eventi occorsi.
A Raccoon City, uno scienziato, il dottor Birkin, e sua moglie, Annette, i genitori di Sherry, stavano sviluppando un nuovo virus per la Umbrella Corporation, alternativo al T-Virus: il G-Virus, lo stesso ricercato da Ada. Durante un tentativo da parte dell'Umbrella Corporation di sottrarre il virus alla coppia, nel temerne un tradimento, Birkin resta ferito a morte e, prima di soccombere, si infetta volontariamente con il G-Virus, diventando un nuovo e osceno mostro. Contemporaneamente a ciò, il T-Virus viene accidentalmente liberato e, per questo, l'intera città viene contaminata e trasformata nell'orrore che è diventato.
Annette, intuendo le vere ragioni alla base dell'arrivo di Ada al proprio cospetto, pur errando nel considerarla al soldo dell'Umbrella Corporation, e nel contempo fraintendendo quelle dell'inconsapevole Leon, spara a quest'ultimo, che viene in tal modo abbandonato da Ada, all'inseguimento del proprio obiettivo.
Claire e Sherry, nelle fogne, hanno un incidente che le costringe a separarsi. Claire, dopo numerose peripezie, riesce a ritrovare Leon, svenuto in conseguenza al colpo di pistola: il giovane lo informa dell'esistenza di Ada, di cui ancora ignora la vera identità, e mentre egli decide di concedersi ancora un momento di riposo per riprendersi, Claire riparte alla ricerca di Sherry e di Ada.
Claire, casualmente, si ritrova quindi a confronto con Annette, la quale, tuttavia, la crede a sua volta in combutta con Ada e con l'Umbrella Corporation e ingaggia con lei un duro scontro.
Gravemente ferita a seguito di una caduta, la madre di Sherry decide di distruggere l'intero impianto, nella volontà di non permettere la fuga di alcuno e di eliminare qualsiasi traccia del G-Virus, non desiderando che l'Umbrella se ne possa impossessare.
Costretti a una repentina fuga, prima dell'esplosione che avrebbe cancellato le vite di tutti, Leon e Ada si ritrovano a confronto con una nuova insidia, per il superamento della quale Ada, invaghita del giovane poliziotto, arriva a sacrificarsi, svelandogli all'ultimo la propria vera identità e i propri sentimenti. Leon, sconvolto per la morte di Ada, che si lascia precipitare nel vuoto, cerca di esaudirne le ultime volontà nel salvaguardare la propria esistenza.
Anche Claire, che nel contempo ha ritrovato Sherry, fa di tutto per salvarsi e per salvare la piccola dall'insidia di Mr. X, il quale sembra incredibilmente attratto da lei. Mr. X, in realtà, si intuisce essere un Tyrant programmato per il recupero del G-Virus, di cui inconsapevolmente Sherry porta un campione all'interno di un ciondolo. Gettando il ciondolo nel metallo fuso, Claire spera di essersi liberata di Mr. X, a sua volta lanciatosi in esso per recuperare il virus, e con Sherry raggiunge un treno segreto sotterraneo con il quale allontanarsi dalla zona prima dell'esplosione.
Mr. X, però, torna nuovamente in scena e, questa volta, Claire si ritrova a essere aiutata da una misteriosa figura femminile (presumibilmente la stessa Ada, sopravvissuta in qualche modo alla caduta e alle ferite subite) che le lancia un mitragliatore con il quale riuscire ad avere la meglio su Mr. X, dividendolo letteralmente a metà dopo averlo crivellati di colpo.
Quando il treno è ormai in partenza, anche Leon riesce a sopraggiungere, gettandosi al volo sul medesimo. Un'ultima sfida, però, attende il giovane poliziotto che, per salvare se stesso, oltre a Claire e Sherry, è costretto ad affrontare il mostro nel quale si è trasformato Birkin.
L'intero complesso dell'Umbrella Corporation, nonché gran parte di Raccoon City esplode, e, la mattina seguente, David Trapp, John Andrews e Rebecca Chambers, i sopravvissuti di Caliban Cove, diretti a Raccoon City per comprendere cosa stesse succedendo in città, raccolgono sul ciglio della strada Leon, Claire e Sherry, non potendo immaginare cosa essi hanno affrontato nelle ultime ore.

## Edizioni
- S. D. Perry, Resident Evil 3. La città dei morti, progetto copertina di Mark Gerber, 1 ed., supplemento al n. 1428 di Urania, Mondadori, 2001,  p. 288.